# Seznam italijanskih jezikoslovcev
Seznam italijanskih jezikoslovcev.

## A
- Giovanni Filoteo Achillini
- Maria Gaetana Agnesi
- Graziadio Isaia Ascoli (1829–1907)

## B
- Matteo Bartoli
- Carlo Battisti (1882–1977)
- Sergio Bonazza

## C
- Giorgio Cadorini
- Mario di Calasio
- Bartolomeo Calvi
- Renzo Carlini (Neapelj)
- Rada Cossutta
- Franco Crevatin
- Arturo Cronia

## D
- Giacomo Devoto

## F
- Vincenc Franul (pl. Weissenthurn)
- Giovanni Frau

## G
- Wolfgango Giusti (Wolf Giusti) (1901-80)
- Bruno Guyon

## K
- Hans Kitzmüller?

## L
- Giulio Lepschy
- Anna Laura Lepschy

## M
- Claudio Magris?
- Giuseppe Marchetti?
- Giovanni Maver
- Bruno Meriggi?
- Giuseppe Caspar Mezzofanti
- Adolfo Mussafia

## P
- Antonino Pagliaro
- Giuseppe Peano ?
- Vittore Pisani (1899–1990)
- Mario Pei

## R
- Božo Radovič (Natalino Radovich) (1927-96)
- Luigi Rizzi

## S
- Luigi Salvini
- Alasia da Sommaripa
- Luigi Sorrento
- Liliana Spinozzi Monai

## T
- Clotilde Tambroni
- Niccolò Tommaseo
- Gian Giorgio Trissino
- (Olga Trtnik por. Rossettini)

## Z
- Nicola Zingarelli